# جزيرة تانجونغ كيرامات
جزيرة تانجونغ كيرامات وهي جزيرة من جزر إندونيسيا، وتتبع إقليم كليمنتان الجنوبية في إندونيسيا.